# 美军对日军战死者尸体的肢解行为
第二次世界大战期间，美国军队中的部分人员在太平洋战争战场上曾对日方的战死者尸体进行肢解。这类行为包括猎取人体部位并将之稱作為“战争纪念品”或“戰利品”。其中，牙齿和头骨是最常被猎取的“戰利品”，其他人体部位也是美军士兵收集的对象。
“戰利品收集”现象在战争期间大为流行，战时的杂志报纸都对其进行过重点报道，时任美国总统富兰克林·德拉诺·罗斯福本人据信也曾收到过由议员弗朗西斯·E·沃尔特赠予的由一根日军士兵的手臂骨制成的开信刀（罗斯福后来命令归还礼物并要求将其妥善下葬）。大量日本公众也通过新闻了解到了己方士兵的尸体遭美军亵渎的情况，在日方的报道中，美国人就是一群“疯狂、原始并且没有人性的种族主义者”。日方媒体還公开了先前曾在美国《生活》杂志上刊载的一张年轻女子注视被带回国的日军头骨的照片，日本民众得知变得更加怒不可遏，举国上下都处在震惊与愤怒之中，那张照片也就成了美国人的野蛮本性的象征。
美军官方決定禁止己方内部存在的这种陋习，早在1942年，美军方就已经发布了特殊命令，专门谴责肢解行为。尽管如此，想要追究涉事人责任并不容易，肢解行为也在整个太平洋战争期间屡次发生。美军士兵经常被发现在个人物品中藏有“战利品头骨”，后来美日双方也都做出过让日军尸骸入土为安的努力。